# Percalpe sobria
Percalpe sobria är en fjärilsart som beskrevs av Walker 1865. Percalpe sobria ingår i släktet Percalpe och familjen nattflyn. Inga underarter finns listade i Catalogue of Life.